# М1891 Каркано
Carcano (Каркано) је била италијанска пушка репетирка коју је 1891. године конструисао Салваторе Каркано. Пушка Каркано је била замена за старије моделе пушке Ветерли-Витали. Пушка Каркано је настала комбинацијом Манлихеровог магацина али се разликује по обртном затварачу.
Каркано се од других пушака разликовала по томе што је имала капацитет од 6 метака. Иако се показала као достојно оружје ипак никада није стекла велику славу због слабих перформанси Италијанске војске. Карабин Каркано 91/38 коришћен у атентату на америчког председника Џона Ф. Кенедија.

## Историја и употреба
На западу се често називала „Manlicher Carcano” или чак „Mauser–Parravicino” међутим у Италији и у италијанској војсци је била званично позната као М1891 или М91. Пушка Каркано користи магацин који је патентирао Фердинанд Манлихер међутим клипови који се користе за Каркано су заправо настали по угледу на М1888.
До 1938. све пушке и карабини Каркано су користили муницију 6,5×52mm (метак М95) тупог врха. Та муниција је према извештају Војске Краљевине Југославије била „анемична” што се касније и показало током рата у Етиопији.
Године 1938. италијанска војска уводи нови карабин М38 и нову муницију 7,35×51mm која је вероватно базирана на британској муницији „.303 mk VII”. Међутим Италија није била у могућности да стару муницију у потпуности замени новом до почетка Другог светског рата тако да већ 1940. Италија поново обнавља производњу муниције 6,5×52mm па су италијанске јединице до краја рата користиле две врсте муниције.
Око 94.500 пушака Каркано верзије М1938 је испоручено Финској где су биле познате као „Terni”. Ове пушке су Финци користили углавном у позадини али су ипак неке коришћене и у борбама током зимског рата. Према неким информацијама Финци нису волели ове пушке јер су били навикнути на своје пушке Мосин Наган. Финска војска је користила муницију 7,62x54R тако да је било тешко обезбедити 7,35mm јединицама на првој линији. Осим тога, нишан пушке Каркано је био ограничен на 300 метара и није се уклапао у тактику Финаца који су били добри стрелци. Фински војници су се жалили како је италијанска муниција 7,35mm мање прецизна од њихове домаће и због тога су често знали да користе и заробљене совјетске пушке Мосин Наган. До почетка Настављеног рата финска војска је пушке Каркано предала морнарици укључујући старије моделе артиљерије и друге опреме.
Италија је 80.000 пушака Каркано продала и Јапану и то под именом „Type 1”. Ове пушке су имале јапанске кундаке и користиле су муницију 6,5x50mm Arisaka.
До 1941. Италијанска војска уводи дугачку пушку, нешто краћу од првобитне М1891, а која је била позната као M91/41. Снајперске верзије никад нису званично постојале већ су снајпери користили импровизације. Немачка војска је заробила велику количину пушака Каркано након капитулације Италије и касније су их користили припадници Фолксштурма.
Након Другог светског рата италијанска армија је пушке Каркано прво заменила пушкама Ли-Енфилд, а касније и М1 Гаранд док је италијанска полиција и даље користила Каркано све до 1981. Финска је продала 74.000 пушака Каркано на цивилном тржишту.
Пушке Каркано су такође кориштене током Грчког грађанског рата где су неке биле прерађене на муницију 6,5x54mm. Током рата у Либији (2011) припадници терористичких формација су користили пушке Каркано као снајперске у борбама против Либијске војске.
Краљевина Југославија је поседовала 11.000 пушака Каркано М1891 које су заплењене у магацинима бивше аустроугарске војске. Почетком 1920-их је предложено да Југославија преда Италији свих 11.000 ових пушака док би Италија заузврат предала 11.000 немачких Маузера које је заробила током Првог светског рата међутим предлог је одбијен и ове пушке су остале у југословенском поседу све до Другог светског рата. Током рата су их користили припадници ЈВуО пре свега у Херцеговини, Далмацији и Црној Гори. Након капитулације Италије 1943. велики број италијанских пушака долази у руке партизана. Те пушке су у српском народу називане „талијанке”, али никада нису биле толико цењене као Маузери.

## Корисници
- Краљевина Италија
- Аустроугарска[10]
- Албанија
- Краљевина Румунија
- Краљевина Бугарска[11]
- Јапанско царство[12]
- Шпанија
- Краљевина Југославија[13]
- Финска
- Краљевина Грчка
- Либија[14]